# Neptunea bulbacea
Neptunea bulbacea is een slakkensoort uit de familie van de Buccinidae. De wetenschappelijke naam van de soort is voor het eerst geldig gepubliceerd in 1858 door Valenciennes.